# والتر تايلور (لاعب كرة قدم أمريكية)
والتر تايلور (بالإنجليزية: Walter Taylor)‏ هو لاعب كرة قدم أمريكية أمريكي، ولد في 5 يوليو 1872 في نورفولك في الولايات المتحدة، وتوفي بنفس المكان في 1 أغسطس 1960.